# Tombe du Soldat inconnu (Russie)
Pour les articles homonymes, voir Tombe du Soldat inconnu.

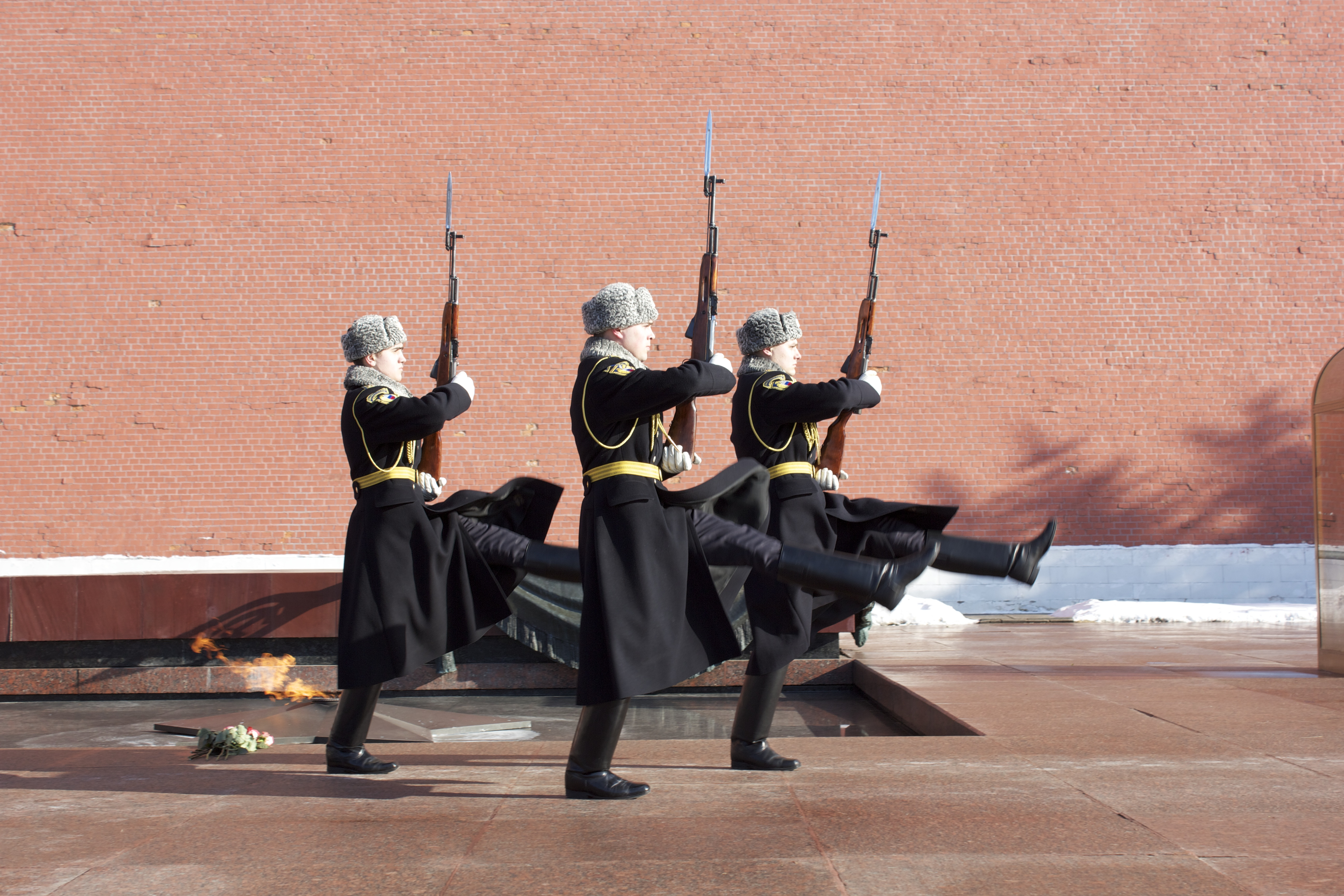
Gardiens de la Tombe du Soldat Inconnu.

La tombe du Soldat inconnu (russe : Могила Неизвестного Солдата) est un mémorial de guerre dédié aux soldats soviétiques tués durant la Grande Guerre patriotique (1941-1945). Il est situé à Moscou, sous les murs du Kremlin.

## Histoire
Cet ensemble funéraire abrite les restes d'un soldat inconnu tué durant la bataille de Moscou en 1941 et enterré dans une fosse commune au moment du conflit. Le transfert à Moscou des dépouilles de plusieurs soldats non-identifiés est effectué au mois de décembre 1966, à l'occasion des 25 ans de cette célèbre offensive. Le mémorial est officiellement dévoilé le 8 mai 1967 (veille du jour de la victoire en Russie), en présence du secrétaire général du comité central du PCUS Léonid Brejnev. La flamme qui y brûle en permanence a été allumée à l'aide d'une torche issue de la flamme éternelle du Champ de Mars de Léningrad (aujourd'hui Saint-Pétersbourg).
En 1997, une garde d'honneur (autrefois affectée au mausolée de Lénine) a été remise en service par une loi fédérale. Elle est assurée par le régiment du Kremlin.

## Description
La tombe du Soldat inconnu a été dessinée par les architectes Dmitri Bourdine, Vladimir Klimov, Iouri Rabaïev, avec le concours du sculpteur Nikolaï Tomski. Le mémorial, en granite rouge, est orné dans sa partie supérieure d'une sculpture en bronze représentant une feuille de laurier et un casque de soldat soviétique posé sur un drapeau, et dans sa partie inférieure d'une étoile soviétique à cinq branches où brûle la flamme du souvenir. Une inscription en bronze proclame Ton nom est inconnu, ton exploit est immortel (Имя твоё неизвестно, подвиг твой бессмертен).
À gauche du mémorial, un mur de granite porte l'inscription 1941 - à ceux qui sont tombés pour la Patrie - 1945 (1941 Павшим за Родину 1945), tandis qu'à droite, une allée bordée de petits édicules en porphyre rouge renfermant de la terre des villes héros (Léningrad, Stalingrad (Volgograd jusqu'en 2004), Odessa, Sébastopol, Minsk, Kiev, Novorossiisk, Kertch, Brest-Litovsk et Toula) a été aménagée.